# 4478 Blanco
4478 Blanco (1984 HG1) là một tiểu hành tinh vành đai chính được phát hiện ngày 23 tháng 4 năm 1984 bởi Walter Ferreri và Vincenzo Zappalà ở La Silla. Tênd in honor thuộc Carlo Blanco, Professor of Astronomy ở University of Catania.